# Falsomesosella ceylonica
Falsomesosella ceylonica là một loài bọ cánh cứng trong họ Cerambycidae.